# ノイダ・セクター15駅
ノイダ・セクター15駅（英語 Noida Sector 15 。ヒンディー語：नोएडा सेक्टर १५）は、インドデリーにあるデリー・メトロブルーラインの駅である。
| スタブアイコン | サブスタブ | この項目は、まだ閲覧者の調べものの参照としては役立たない、鉄道に関連した書きかけの項目です。この項目を加筆・訂正などしてくださる協力者を求めています（P:鉄道/PJ:鉄道）。 |